# Nils Keyland

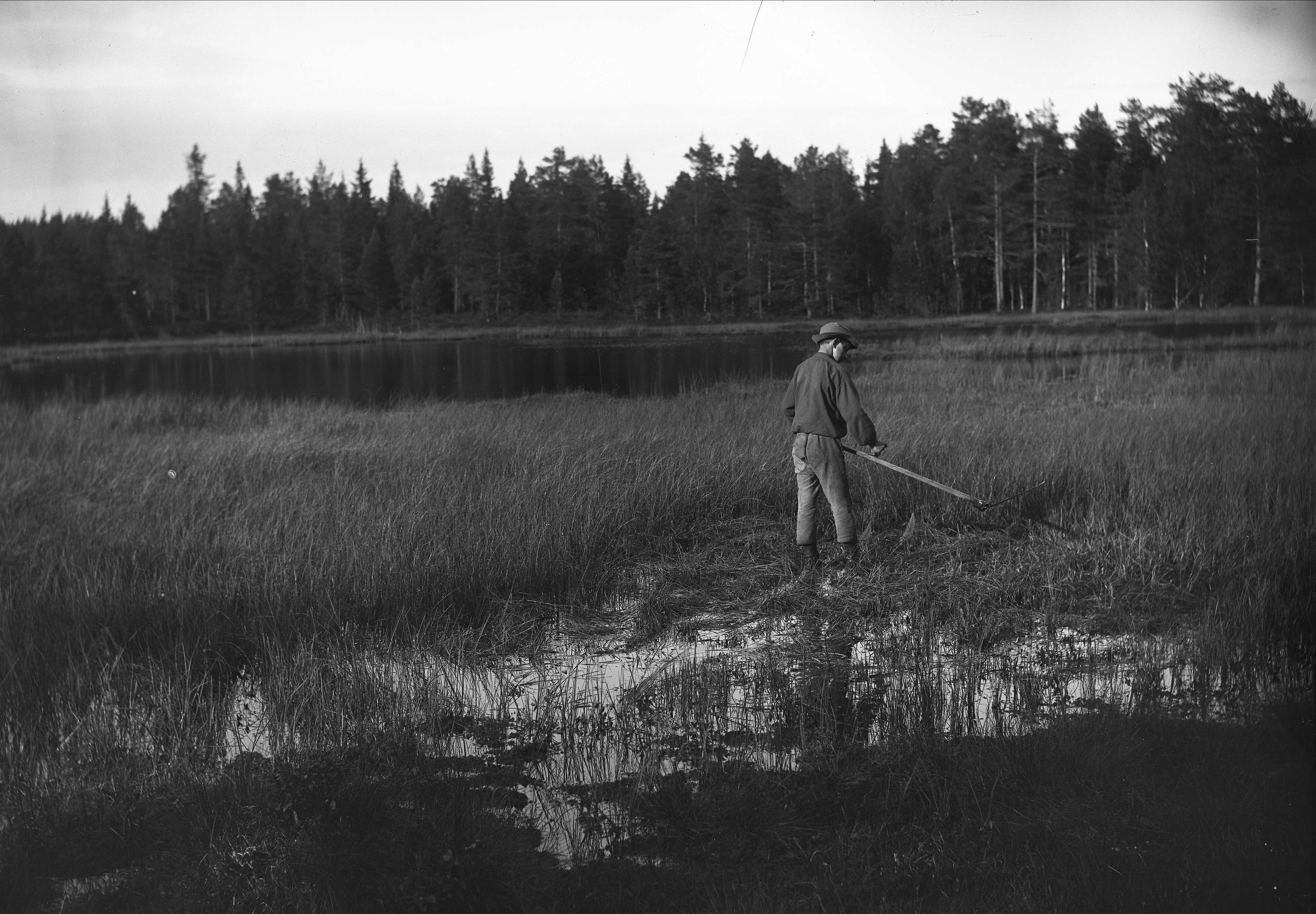
Myrslåtter i Mangskogs socken, Värmland, 1910-talet

Nils Keyland, född 28 mars 1867 i Mangskogs socken, Värmland, död där 7 juli 1924, var en svensk folklivsforskare. Han var född och uppvuxen i Bjurbäcken i Värmlands södra finnskogar. Han markerade sin finska släkttillhörighet genom att ta släktnamnet Keyland efter sin mors finska släktnamn Kailainen. 

## Yrkesliv
Nils Keylands uppväxt har ofta beskrivits som fattig, men detta är med största sannolikhet inte sant, utan han växte upp i en förhållandevis välbärgad bondefamilj. År 1888 tog han studentexamen i Karlstad och 1890 fil.kand.-examen vid Uppsala universitet. Därefter vistades han i Nordamerika 1892-1895, bland annat som lärare vid Hope Academy i Moorhead, Minnesota. Hans hälsa var dålig och han ville tillbaka, men hade inte pengar till hemresan. Då ordnade studiekamraten och prästen C.W. Bromander med en insamling för att bekosta Keylands hemresa. Många ortsbor och grannar bidrog med pengar. Efter hemkomsten verkade han ett par år som privatlärare. Han fick kontakt med Artur Hazelius, som på inrådan av Bromander anställde honom 1906 som amanuens på Nordiska Museet. Bromander beskrev Keyland på följande sätt: "Ett universalgeni med mångsidig begåvning och vidsträckta kunskaper; språkkarl, matematiker, tecknare, poet, musikalisk. Inom Wermland torde ingen känna finnbefolkningens förhållanden bättre än han."
År 1912 blev han intendent för Nordiska museets kulturhistoriska avdelning på Skansen. Sedan 1898 företog han för museets räkning upprepade samlings- och studieresor, huvudsakligen i Värmland, men även i våra nordiska landskap och Norge. Särskilt må omnämnas Keylands under åren 1916 och 1920 utförda specialundersökningar rörande värmlandsfinnarnas bosättnings- och byggnadsförhållanden. Bland de anläggningar på Skansen, vilka väsentligen tillkommit genom hans verksamhet, bör särskilt framhållas Finngården och Älvrosgården. 
Han skrev många uppsatser i tidskrifter, framför allt i Fataburen (primitiva eldgöringsmetoder i Sverige, 1912–1913, 1916 och 1918), i Journal de la Societé finno-ougrienne (Om renslakten och beredningen av renhudar, 1913) och i Etnologiska studier tillägnade N. E. Hammarstedt 3 mars 1921 (om det lappländsla dablospelet).

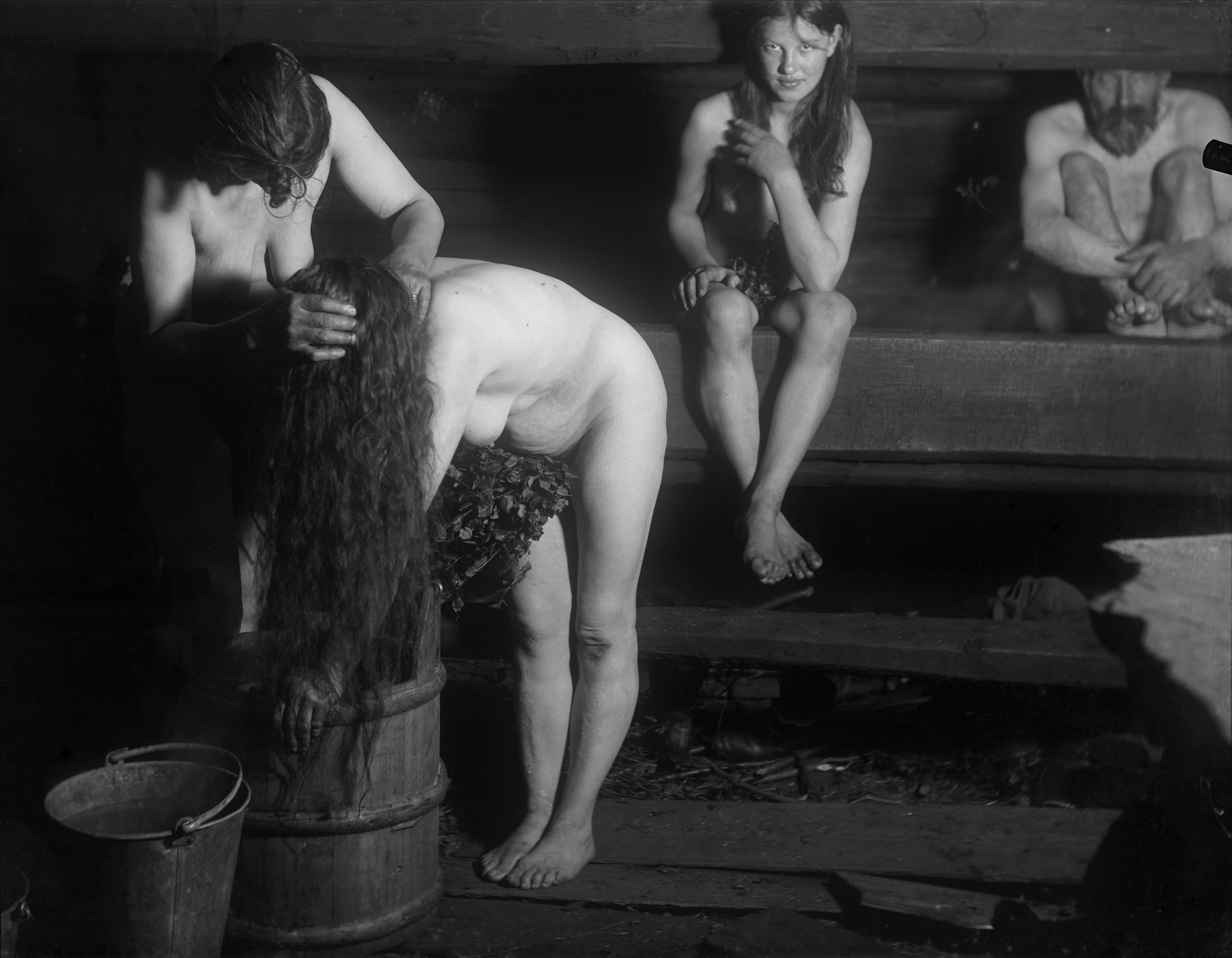
Ett av Keylands iscensatta fotografier, som han publicerade i boken Julbröd, julbockar och Staffanssång: dokument rörande den svenska allmogens julfirande, från 1919. Personerna på bilden är alla släkt och vänner till Keyland och när fotografiet togs var det inte tradition att bada bastu i Mangskog.

Keyland var också flitig fotograf och använde ofta kameran för att dokumentera byggnader och folkkultur. Dock har Jan Garnert visat i sin forskning att mycket av detta material är iscensatt på olika sätt för att fungera som illustrationer. Utöver faktiska dokumentära skildringar förekommer exempelvis iscensättningar där personer från trakten förevisar äldre utdöda traditioner och företeelser, eller också lät han sina vänner från Stockholm agera framför kameran för att återskapa det Keyland ville illustrera.
Keylands intresse för folklivsforskning var stort och hans specialområde blev de värmländska finnbygderna och dokumentation av livsföringen och byggnader, främst rökstugor. Han gjorde tre resor på finnskogen i Värmland. Den första 1899, med Axel Aurelius som fotograf, och 1916 och 1920 med Ludvig Mattsson som reskamrat och huvudsakligen ritare.